# Fred LeRoy Granville
Fred LeRoy Granville (Warrnambool, 8 maggio 1896 – Londra, 14 novembre 1932) è stato un direttore della fotografia e regista australiano.
Fu uno dei quindici membri fondatori nel 1919 dell'ASC, l'American Society of Cinematographers.

## Filmografia

### Regista
- At the Mercy of Tiberius (1920)
- The Honeypot (1920)
- Love Maggy (1921)
- The Fighting Lover (1921)
- The Beloved Vagabond (1923)

### Direttore della fotografia
- The Beast, regia di Richard Stanton (1916)
- The Bride's Awakening, regia di Robert Z. Leonard (1918)
- Cuor di donna (Her Body in Bond), regia di Robert Z. Leonard (1918)
- The Mortgaged Wife, regia di Allen Holubar (1918)
- The Talk of the Town, regia di Allen Holubar (1918)
- The Heart of Humanity, regia di Allen Holubar (1918)
- The Coming of the Law, regia di Arthur Rosson (1919)
- The Divorce Trap, regia di Frank Beal (1919)
- Il romanzo dell'infaticabile cavaliere (Rough-Riding Romance), regia di Arthur Rosson (1919)
- Loot, regia di William C. Dowlan (1919)
- Il maniaco della velocità (The Speed Maniac), regia di Edward J. Le Saint (1919)